# Sellye
Sellye (hongrois : Sellye [ˈʃɛjjɛ] ; croate : Šeljin) est une localité hongroise, ayant le rang de ville dans le comitat de Baranya. Chef-lieu de la micro-région de Sellye, elle est également la capitale de la région culturelle de l'Ormánság.

## Relations internationales

### Jumelages
La ville de Sellye est jumelée avec :
- Gnas (Autriche)
- Grubišno Polje (Croatie)